# NGC 4891
NGC 4891 – gwiazda o jasności obserwowanej ok. 15m, znajdująca się w gwiazdozbiorze Panny, widoczna na niebie na północny zachód od galaktyki NGC 4897. Zaobserwował ją Wilhelm Tempel 21 kwietnia 1882 roku i skatalogował jako „zamgloną gwiazdę”. Niektóre źródła, np. baza SIMBAD, błędnie podają, że NGC 4891 i NGC 4897 to ten sam obiekt, czyli galaktyka.